# Mersin Talim Yurdu
Maillots
Le Mersin Talim Yurdu est un ancien club turc de football basé à Mersin.

## Historique
- 1925 : Fondation du club
- 1983 : Finaliste de la Coupe de Turquie
- 1983 : Premier tour de la Coupe des vainqueurs de coupe

## Palmarès
- Coupe de Turquie
  - Finaliste : 1983

## Parcours
- Championnat de Turquie : 1967-1974, 1976-1978, 1980-1981, 1982-1983, 2011-2013, 2014-2016
- Championnat de Turquie D2 : 1963-1967, 1974-1976, 1978-1980, 1981-1982, 1983-2001, 2002-2006, 2009-2011, 2013-2014, 2016-2017
- Championnat de Turquie D3 : 2001-2002, 2006-2009, 2017-

## Joueurs emblématiques
- Erhan Güven
- André Moritz
- Beto